# Benik Afobe
Benik Tunani Afobe (Leyton, 12 februari 1993) is een Engels voetballer die doorgaans als aanvaller speelt. Hij verruilde AFC Bournemouth in juli 2018 voor Wolverhampton Wanderers. Afobe debuteerde in 2017 in het nationale team van Congo-Kinshasa.

## Clubcarrière
Afobe sloot zich op achtjarige leeftijd aan bij Arsenal. Dat verhuurde hem aan achtereenvolgens Huddersfield Town, Reading Bolton Wanderers, Millwall, Sheffield Wednesday en Milton Keynes Dons. Afobe tekende in januari 2015 een contract voor 3,5 jaar bij Wolverhampton Wanderers, dat hem overnam van Arsenal. Eén jaar later tekende hij bij AFC Bournemouth. Op 12 januari 2015 debuteerde hij in de Premier League tegen West Ham United. Vier dagen later maakte Afobe zijn eerste treffer in de Premier League tegen Norwich City.

## Clubstatistieken
| Team                    | Seizoen        | Competitie     | Competitie | Competitie | FA Cup | FA Cup | League Cup | League Cup | Andere | Andere | Totaal | Totaal |
| Team                    | Seizoen        | Competitie     | Weds       | Goals      | Weds   | Goals  | Wed        | Goals      | Weds   | Goals  | Weds   | Goals  |
| ----------------------- | -------------- | -------------- | ---------- | ---------- | ------ | ------ | ---------- | ---------- | ------ | ------ | ------ | ------ |
| Huddersfield Town       | 2010/11        | League One     | 28         | 5          | 3      | 1      | —          | —          | 4      | 2      | 35     | 8      |
| Reading                 | 2011/12        | Championship   | 3          | 0          | —      | —      | —          | —          | —      | —      | 3      | 0      |
| Bolton Wanderers        | 2012/13        | Championship   | 20         | 2          | 2      | 0      | 1          | 1          | —      | —      | 23     | 3      |
| Millwall                | 2012/13        | Championship   | 5          | 0          | —      | —      | —          | —          | —      | —      | 5      | 0      |
| Sheffield Wednesday     | 2013/14        | Championship   | 12         | 2          | 1      | 0      | —          | —          | —      | —      | 13     | 2      |
| Milton Keynes Dons      | 2014/15        | League One     | 22         | 10         | 3      | 2      | 4          | 6          | 1      | 1      | 30     | 19     |
| Wolverhampton Wanderers | 2014/15        | Championship   | 21         | 13         | —      | —      | —          | —          | —      | —      | 21     | 13     |
| Wolverhampton Wanderers | 2015/16        | Championship   | 25         | 9          | —      | —      | 2          | 1          | —      | —      | 27     | 10     |
| Totaal                  | Totaal         | Totaal         | 46         | 22         | 0      | 0      | 2          | 1          | 0      | 0      | 48     | 23     |
| Bournemouth             | 2015/16        | Premier League | 4          | 3          | 0      | 0      | —          | —          | —      | —      | 4      | 3      |
| Carrièretotaal          | Carrièretotaal | Carrièretotaal | 139        | 42         | 9      | 3      | 7          | 8          | 5      | 3      | 160    | 56     |

## Interlandcarrière
Afobe kwam uit voor Engeland -16, Engeland -17, Engeland -19 en Engeland -21. Voor Engeland -21 scoorde hij meteen bij zijn debuut. Op 13 november 2012 maakte de aanvaller de 2-0 tegen Noord-Ierland -21, nadat hij na een uur inviel voor Andros Townsend.
Afobe werd op 16 maart 2016 opgeroepen voor het voetbalelftal van DR Congo voor twee kwalificatieduels voor de Afrika Cup 2017. Afobe, die ook voor het voetbalelftal van DR Congo mag uitkomen omdat zijn ouders uit dit land komen, accepteerde deze uitnodiging.

## Erelijst
Reading
- Football League Championship

2011/12